# Zatoka (stacja kolejowa)
Zatoka (ukr. Затока) – stacja kolejowa w Cuniowie, w obwodzie lwowskim, na Ukrainie. Należy do Kolei Lwowskiej. 
Znajduje się na linii Lwów – Mościska II, między stacjami Mszana (8 km) i Gródek-Lwowski (9 km).

## Historia
Stacja została otwarta w 1951 roku.
Linia kolejowa Lwów-Mościska II została zelektryfikowana w 1972.
Na stacji zatrzymują się wyłącznie pociągi podmiejskie.